# Oscar Basso
Oscar Alberto Américo Basso (23 de abril de 1922 — 2008)  foi um futebolista argentino que atuava como zagueiro.

## Carreira
Basso ficou famoso no Brasil quando jogou no Botafogo ao lado de Nílton Santos em 1950
formando a melhor defesa da história do alvinegro segundo os cronistas da época, mesmo atuando apenas em 17 oportunidades pelo alvinegro carioca. Iniciou a carreira no San Lorenzo de Almagro, de seu país natal, tendo também atuado na Internazionale de Milão, na Itália.

## Títulos
River Plate
- Campeonato Argentino: 1943

San Lorenzo
- Campeonato Argentino: 1946[4]

#### Prêmios individuais
- Time dos sonhos do Botafogo (Placar): 1982 e 1994[5]